# جوئی بیشاپ
جوئی بیشاپ (انگلیسی: Joey Bishop؛ ۳ فوریهٔ ۱۹۱۸ – ۱۷ اکتبر ۲۰۰۷) یک هنرپیشه اهل ایالات متحده آمریکا بود.
از فیلم‌ها یا برنامه‌های تلویزیونی او که یکی از اعضای اصلی رت پک بود، می‌توان به ۱۱ یار اوشن و زمان سگ دیوانه اشاره کرد.